# Kaori Nagamineová
Kaori Nagamineová (japonsky 長峯 かおり, * 3. června 1968 Kodaira) je bývalá japonská fotbalistka.

## Reprezentační kariéra
Za japonskou reprezentaci v letech 1984 až 1996 odehrála 64 reprezentačních utkání. Byla členkou japonské reprezentace i na Mistrovství světa ve fotbale žen 1991 a 1995.

## Statistiky
| Japonsko | Japonsko | Japonsko |
| Roky     | Záp.     | Góly     |
| -------- | -------- | -------- |
| 1984     | 1        | 0        |
| 1985     | 0        | 0        |
| 1986     | 13       | 12       |
| 1987     | 4        | 1        |
| 1988     | 3        | 1        |
| 1989     | 10       | 13       |
| 1990     | 6        | 7        |
| 1991     | 12       | 5        |
| 1992     | 0        | 0        |
| 1993     | 4        | 5        |
| 1994     | 5        | 2        |
| 1995     | 5        | 2        |
| 1996     | 1        | 0        |
| Celkem   | 64       | 48       |

## Úspěchy

### Reprezentační
- Mistrovství Asie:  1986, 1991, 1995;  1989, 1993